# Стулич, Иоаким

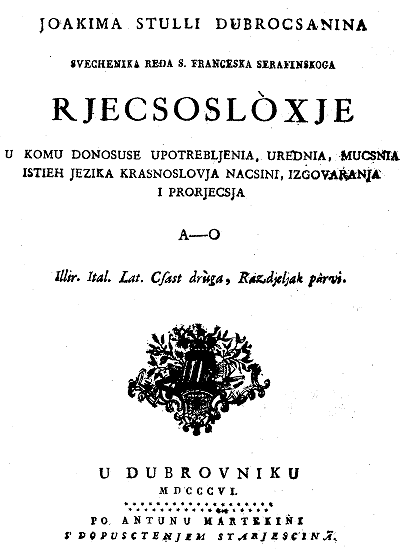
Rječoslojje Illyrian-Italico-Latin

Иоаким Стулич или Иоаким Стулли (хорв. Joakim Stulli; 1729, Дубровник, Дубровницкая республика — 1817, там же) — хорватский лексикограф, монах-францисканец. Автор самого большого словаря в старой хорватской лексикографии (всего 4721 страниц).

## Биография
Образование получил в иезуитском колледже и во францисканском монастыре, где изучал философию и богословие. Переехал в Рим, где в течение трёх лет изучал богословие в монастыре. Около 1760 года вернулся в Дубровник и начал свою лексикографическую работу, длившуюся полвека, до 1810 года.
Его трёхъязычный словарь состоит из трёх частей, каждая из которых состоит из двух томов.
- Lexicon latino-italico-illyricum (напечатан в Буде в 1801),
- Rječoslojje Illyrian-Italico-Latin (напечатан в Дубровнике в 1806),
- Vocabolario italiano-illyrico-latino (напечатан в Дубровнике в 1810).

Исходный язык первой части — латынь, второй — хорватский, а третьей — итальянский.
У Стулича возникли трудности с публикацией словаря. После нескольких безуспешных попыток напечатать словарь в 1782 году он обратился к австрийскому императору Иосифу II, имевшему планы издать единый словарь для всех славянских народов монархии с единым написанием и добавлением немецких слов. Стулич писал дубровникско-далматинским языком. Поскольку словарь должен был получить одобрение австрийских властей и использоваться в более широкой лингвистической области, в 1785 году в Вене был создан специальный комитет, которому было поручено редактировать словарь. Комиссия решила, что словарь может быть издан после его переработки в славянской графике, введенной несколькими годами ранее в народных школах Хорватии, Славонии и Венгрии того времени. Также было предложено ввести в словарь немецкие слова. Епископ Антун Мандич особенно способствовал окончательному редактированию и печати словаря. Стулич пересмотрел орфографию и правописание иллирийской (хорватской) части словаря. В 1801 году в Буде вышла первая часть словаря с посвящением австрийскому императору Иосифу II и за его счёт.
Материал для словаря Стулич брал практически из всех хорватских словарей того времени (Микальи, Хабделич, Ямбрешич, Делла Беллина, Белостенчева...), из литературных произведений, из произведений устного народного творчества, а также из печатных и рукописных произведений разного назначения и стиля. 
Автор исходил из того, что иллирийский язык — это славянский язык, понятный всем славянам, поэтому он хотел его обогатить. Словарь Стулича высоко ценился в иллирийский период и представляет большую ценность как сокровищница хорватского лексического материала.